# Devon Travis
Devon Anthony Travis (né le 21 février 1991 à West Palm Beach, Floride, États-Unis) est un ancien joueur de deuxième but de la Ligue majeure de baseball.

## Carrière
Joueur des Seminoles de l'université d'État de Floride, Devon Travis est repêché au 13e tour de sélection par les Tigers de Détroit en 2012. 
Le 13 novembre 2014, Travis, qui évolue toujours en ligues mineures, est échangé aux Blue Jays de Toronto en retour d'Anthony Gose, un voltigeur.
Devon Travis fait ses débuts dans le baseball majeur le 6 avril 2015 avec Toronto et son premier coup sûr est un circuit aux dépens du lanceur Masahiro Tanaka des Yankees de New York. 
Il fait un début remarqué lors de sa première saison dans le baseball majeur, avec une moyenne de .388 et quatre coups de circuit lors de ses 14 premiers matchs. Travis est élu meilleure recrue du mois d'avril 2015 dans la Ligue américaine après une performance de 28 coups sûrs dont 7 circuits, 20 points marqués, 23 points produits, une moyenne au bâton de ,325 et un pourcentage de présence sur les buts de ,393. 
Sa première saison est cependant coupée par une blessure à l'épaule gauche : il fait deux séjours sur la liste des joueurs blessés et subit une opération chirurgicale après avoir été remplacé au deuxième coussin par Ryan Goins pour les deux derniers mois de la saison. En 62 matchs joués, il impressionne cependant avec 8 circuits et une moyenne au bâton de ,304.